# Bernardo del Rosal

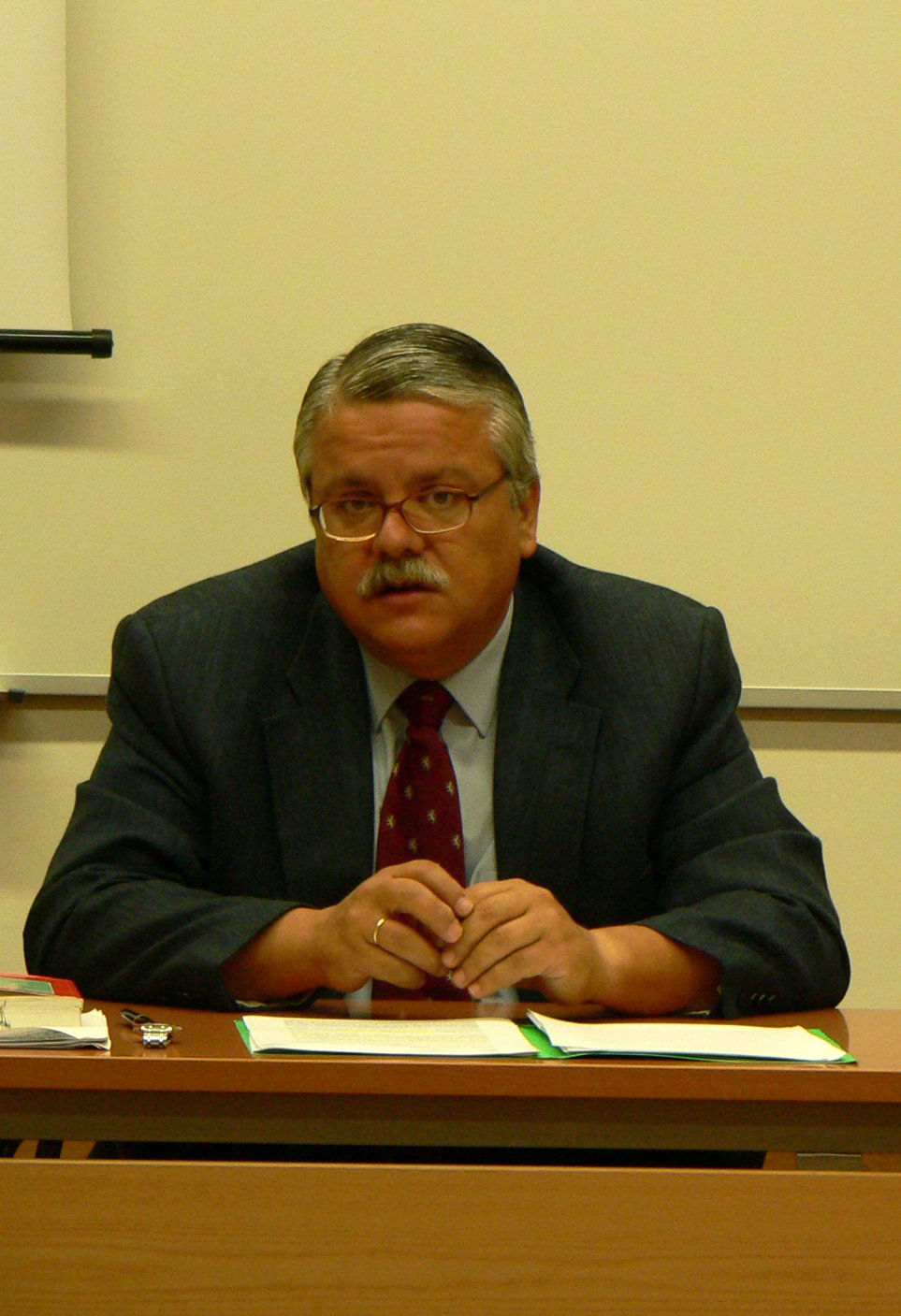
Bernardo del Rosal en el curso de la Universidad Internacional de Andalucía "La reforma del Código Penal. Respuestas para una sociedad del siglo XXI" (2007).

Bernardo del Rosal Blasco (Valladolid, España, 29 de octubre de 1956) es un jurista español. Fue Síndico de Agravios de la Comunidad Valenciana entre 2001 y 2006.

## Carrera
Bernardo del Rosal Blasco inició su carrera profesional como académico universitario tras licenciarse en Derecho por la Universidad Complutense de Madrid en el año 1978 y doctorándose en Derecho en el año 1986. En 1987 obtuvo la plaza de profesor titular de Derecho Penal en la misma universidad y en 1991 obtuvo la plaza de catedrático de la misma materia en la Universidad de Alicante de donde fue Decano de la Facultad de derecho entre 1993 y 1995 y director del Instituto de Criminología desde el año 1996 hasta el 2000.
Su carrera académica se ha simultaneado con el cargo de Magistrado Suplente en las Audiencias Provinciales de Madrid y Alicante entre 1987 y 1994.
En 1994 es nombrado Defensor del Cliente de las Cajas de Ahorros Valencianas, cargo en el que permaneció hasta ser nombrado Síndico de Agravios en 2001.
El 4 de abril de 2001 es nombrado por las Cortes Valencianas Síndico de Agravios de la Comunidad Valenciana. Desempeñó este cargo hasta el fin de su mandato el 9 de abril de 2006. Actualmente, continúa siendo titular de la cátedra de Derecho penal de la Universidad de Alicante y es abogado en ejercicio del Ilustre Colegio Provincial de Abogados de Alicante, con despacho abierto en dicha localidad y en Madrid.